# Sophie Gustafson
Pour les articles homonymes, voir Gustafson.
Sophie Gustafson, née le 27 décembre 1973 à Varberg, est une golfeuse suédoise.

## Palmarès

### Solheim Cup
- Participations en 1998, 2000, 2002, 2005, 2007, 2009
- 27 matchs disputés (9 victoires, 6 nuls, et 12 défaites)

### LPGA Tour
- 2000: Chick-fil-A Championship, British Open féminin de golf[1]
- 2001: Subaru Memorial of Naples
- 2003: Samsung World Championship
- 2009: CVS/pharmacy LPGA Challenge

### Circuit Européen
- 1er du Classement à l'Ordre du Mérite en 2000, 2003
- 1996: Deesse Ladies' Swiss Open
- 1998: Donegal Irish Ladies' Open, Marrakech Palmeraie Open
- 2000: Ladies Italian Open, Waterford Crystal Irish Open, British Open féminin de golf[1]
- 2001: AAMI Women's Australian Open (co-sanctioned with the ALPG Tour)
- 2002: Biarritz Ladies Classic
- 2003: Ladies Irish Open, HP Open, BT Ladies Open
- 2006: Austrian Ladies Open
- 2007: De Vere Ladies Scottish Open
- 2010: AIB Ladies Irish Open

### Autres victoires
- 1996: Rörstrand Ladies Open (Telia Tour)
- 1997: Thailand Open (Ladies Asian Tour)
- 1998: Telia Ladies Finale (Telia Tour)

### Compétitions par équipes
- 1998: Praia d'El Rey European Cup
- 1999: Praia d'El Rey European Cup
- 2000: TSN Ladies World Cup Golf